# Volenice (Boemia meridionale)
Volenice è un comune della Repubblica Ceca facente parte del distretto di Strakonice, in Boemia Meridionale.